# Primarias del partido Demócrata de 2008 en Massachusetts
Las Primarias demócratas de Massachusetts, 2008 fueron el 5 de febrero de 2008, también conocido como Super Martes. Las encuestas indicaban que la senadora de Nueva York Hillary Clinton iba ganando al senador Barack Obama en los días acercándose a las elecciones, y ella ganó con el 56% de los votos.
Obama había recibido el respaldo del gobernador de Massachusetts Deval Patrick al igual que el senador John Kerry y Ted Kennedy mientras que Clinton recibió el respaldo del alcalde de Boston mayor Thomas Menino y el representante de la casa de los representantes Salvatore DiMasi.  Obama ganó Boston con 10,000 votos, mientras que Clinton ganó otros pueblos urbanos y conservativos.

## Resultados
| Candidato         | Votos     | Porcentajes | Delegados |
| ----------------- | --------- | ----------- | --------- |
| Hillary Clinton   | 704,591   | 56.52%      | 55        |
| Barack Obama      | 511,887   | 41.06%      | 38        |
| John Edwards*     | 19,889    | 1.6%        | 0         |
| Joe Biden*        | 3,546     | 0.28%       | 0         |
| Dennis Kucinich*  | 2,984     | 0.24%       | 0         |
| Bill Richardson*  | 1,840     | 0.15%       | 0         |
| Mike Gravel       | 1,072     | 0.09%       | 0         |
| Christopher Dodd* | 819       | 0.07%       | 0         |
| Totals            | 1,246,628 | 100.00%     | 93        |

*Candidato se ha retirado antes de las elecciones.